# FSV Viktoria Cottbus
Der FSV Viktoria 1899 Cottbus ist ein Fußballverein aus Cottbus, welcher vor dem Zweiten Weltkrieg unter dem Namen SC Victoria 1897 Cottbus bekannt war.

## Geschichte

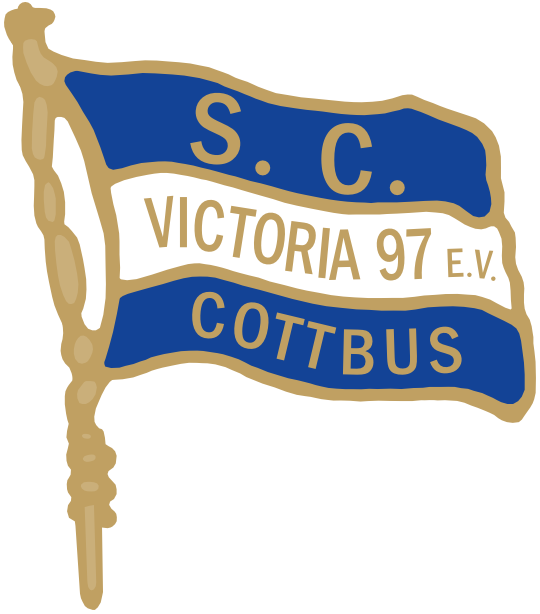
Historische Vereinsfahne des SC Victoria 1897 Cottbus

Historisches Logo der BSG Turbine Cottbus

Gegründet wurde der Verein 1897 unter dem Namen FC Fidel Cottbus, bereits im Oktober 1897 erfolgte die Namensänderung zu SC Victoria 1897 Cottbus (teilweise historisch auch SK Viktoria 1897 Cottbus). Er ist somit, nach dem SC Alemannia Cottbus, der älteste Fußballverein in Cottbus. Auf Anregung von Viktoria Cottbus wurde mit anderen Cottbuser Fußballvereinen 1900 der Verband Niederlausitzer Ballspiel-Vereine gegründet. Ein regulärer Spielbetrieb fand anfangs jedoch nicht statt und der Verband löste sich 1901 bereits wieder auf, so dass Viktoria Cottbus 1902 der Freien Berliner Fußball-Vereinigung beitrat. Bereits in der ersten Saison war Viktoria am Ende punktgleich mit dem BFC Vorwärts 1890 Berlin und trat in einem Entscheidungsspiel um die Meisterschaft dieses Verbandes gegen Vorwärts Berlin an. Dieses Spiel ging 2:1 verloren, so dass man Vizemeister in dem Verband wurde. 1904 wurde der Verband Niederlausitzer Ballspiel-Vereine neugegründet und Viktoria Cottbus nahm somit an der Niederlausitzer Fußballmeisterschaft teil, die ab 1906 unter dem südostdeutschen Fußballverband ausgetragen wurde. Der Gewinn der Niederlausitzer Fußballmeisterschaft gelang nie, zu dieser Zeit war man qualitativ den anderen Cottbuser Fußballvereinen unterlegen. Größter Erfolg war der zweite Platz in der Niederlausitz in der Saison 1909/10.
Nach dem Zweiten Weltkrieg wurden die Fußballvereine aufgelöst. Anders als bei anderen Vereinen aus Cottbus, wie zum Beispiel dem Cottbuser FV 1898, erfolgte eine Neugründung von Viktoria Cottbus. In den 60er Jahren wurde der Verein dem VEB Energiekombinat Cottbus angegliedert und war seitdem unter dem Namen BSG Turbine Cottbus bekannt. In den folgenden Jahren wurden mehrere Sektionen neu gegründet, wie z. B. Ringen, eine Frauensportgruppe oder Faustball. 1991 gliederte sich die Sektion Fußball aus der BSG aus und gab sich, an den früheren Namen anlehnend, den Namen FSV Viktoria 1897 Cottbus. Nach einigen Jahren Spielbetrieb in der Landesklasse Brandenburg Süd spielt der Verein derzeit in der Kreisoberliga Niederlausitz.

## Erfolge
- Vizemeister Märkischer Fußball-Bund: 1902
- 15 Spielzeiten im Bezirk Niederlausitz (1. Liga) des Südostdeutschen Fußball-Verbandes

## Bekannte Spieler
- Jörg Woltmann